# 水行俠 (試播集)
《水行俠》（英語：Aquaman）是一部WB電視台的原創電視劇，由另一電視劇《超人前傳》的主創阿爾弗雷德·高夫與麥爾斯·米勒主創，劇情圍繞著DC漫畫旗下角色水行俠展開，其試播集（英語：Pilot）由高夫與米勒編劇，格雷格·畢曼執導。在試播集中，賈斯汀·哈特雷飾演的主人翁亞瑟·庫瑞是一名住在風暴礁島群（Tempest Key）的青年，擁有異於常人的能力。一次，亞瑟從別人口中得知了自己身為亞特蘭提斯王子的身分。
試播集原定於2006年秋季於CW電視網播出，但最後被取消。華納兄弟後來將試播集放上iTunes Store販售，並一度成為下載次數冠軍。接著，試播集又於其他數個線上平台發布，亦曾於加拿大電視網YTV播出。該集所獲評價多為正面，劇中演員的演技、攝影技巧和特效都廣受好評。

## 劇情
開場，亞瑟和母親亞特蘭娜飛越百慕達三角。這時，亞特蘭娜的項鍊開始發光，大量的能量隨著強光從海底湧出，引發氣旋迫使兩人降落。亞特蘭娜交給亞瑟她的項鍊，並稱呼他為奧林。隨後，她被一名賽蓮抓住。10年過後，住在風暴礁島群（Tempest Key）的亞瑟因從海洋公園放走海豚而與人起衝突。他的父親湯姆出面幫亞瑟擺脫困境，但嚴厲地訓斥了他一番。事後，亞瑟告訴朋友伊娃，當時他覺得海豚在呼喚他。亞瑟工作時，燈塔管理員麥克卡佛里與他打了交道。與此同時，海岸巡防隊從百慕達三角救起了一名身分不明的男子，該名男子希望能將警告口信帶給奧林。托雷斯中尉（Lt. Torres）奉命去調查百慕達三角，正好亞瑟人也在那兒，他的項鍊引發了能量光束，害托雷斯的噴射機墜毀。海軍大將布里格曼將不明男子轉往別處，並說服托雷斯加入自己。布里格曼正在從成千上萬的失蹤人口中，找尋多年後再度現身卻絲毫沒有老化跡象的人。
當晚，亞瑟遇見了一名迷人的女子娜迪亞，她說服亞瑟與他一起去裸泳。到了水中，娜迪亞現出原形——抓走亞瑟母親的賽蓮。亞瑟在麥克卡佛里的幫助下勉強逃脫。麥克卡佛里告訴亞瑟，他、亞瑟和亞特蘭娜都是被亞特蘭提斯放逐的，且亞瑟就是亞特蘭提斯的王子。亞瑟說服伊娃離開風暴礁島群幾天，但為時已晚，娜迪亞前來傷了伊娃並抓走亞瑟。亞瑟醒來時，發現娜迪亞也抓走了麥克卡佛里，一同帶回亞特蘭提斯處刑。亞瑟用水釋放自己的力量，並用矛射殺娜迪亞。隔天早上，麥克卡佛里告訴亞瑟，之後還會有更多人來抓他，他最好開始鍛鍊，亞瑟同意。麥克卡佛里帶著要讀的《亨利四世（第一部）》和《亨利四世（第二部）》揚長而去。
據報導，未來的集數將聚焦在環境污染上，如「海洋汙染者」或「邪惡的石油公司」。劇組早已規劃好13集的完整劇情，可能出現的故事包含麥克卡佛里被抓回亞特蘭提斯。在後期故事中，有關神話的故事會越來越不重要。高夫和米勒採用漫畫中最為經典的水行俠故事。高夫表示：「不像超人，亞瑟·庫瑞確實沒有一個核心的故事，其版本的數量很多。我們選擇了最經典的版本。」

## 角色

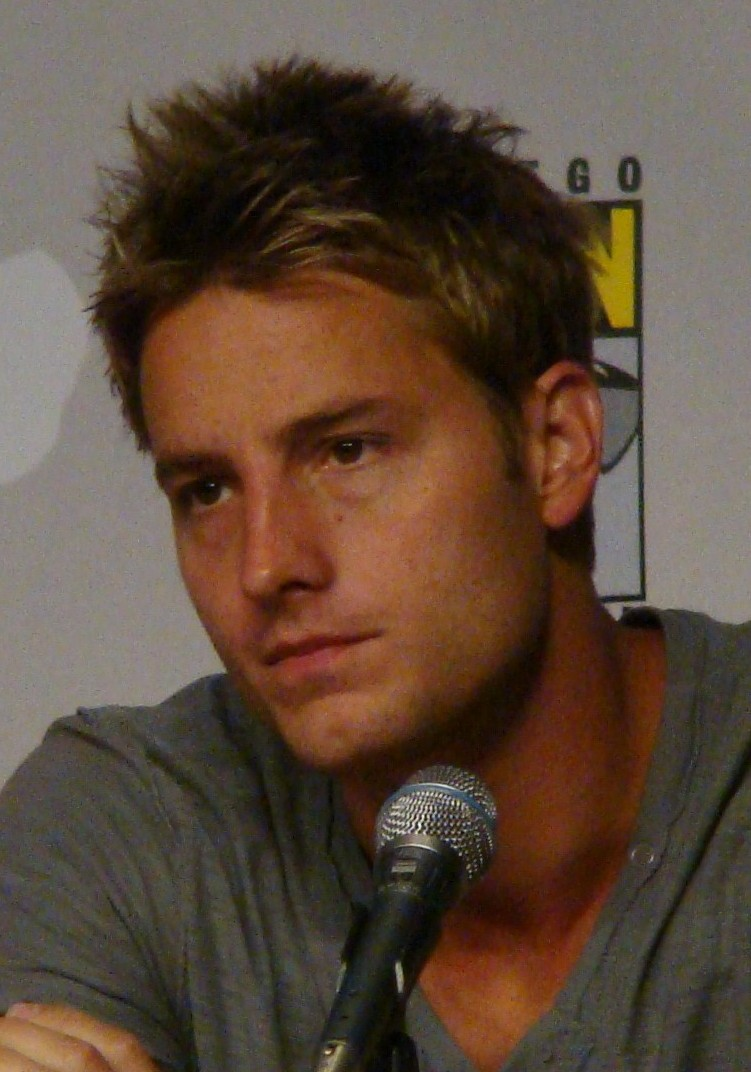
賈斯汀·哈特雷（圖）飾演主角亞瑟·庫瑞

- 賈斯汀·哈特雷飾演亞瑟·「A.C.」·庫瑞（Arthur "A.C." Curry） / 奧林（Orin） / 水行俠：該集的主角，經營著一家潛水店。亞瑟清楚自己擁有超能力，但在得知自己的天命前都只用在娛樂用途[7]。
- 盧·戴蒙德·菲利普斯飾演湯姆·庫瑞（Tom Curry）：海岸巡防隊成員。湯姆在新加入巡防隊時從鯊魚出沒的海域救起亞瑟（當時名叫奧林）、亞特蘭娜與麥克卡佛里。他後來愛上亞特蘭娜，娶了她並收亞瑟為養子[8]。
- 丹尼絲·基尼奧內斯（英语：Denise Quiñones）飾演瑞秋·托雷斯中尉（Lt. Rachel Torres）：噴射機駕駛員，在噴射機墜毀時被亞瑟救起。後來，布里格曼邀請她加入他的調查作業[4]。
- 瑞克·彼得斯（英语：Rick Peters）飾演海軍大將布里格曼（Brigman）：美國海軍官員。他一直在調查失蹤於百慕達三角的人，從中找尋多年後再度現身卻絲毫沒變老的人[4]。
- 安柏·麥當勞（英语：Amber McDonald）飾演伊娃（Eva）：亞瑟的合作夥伴兼好友，兩人一同在風暴礁島群開設潛水店[4]。
- 文·雷姆斯飾演麥克卡佛里（McCaffery）：燈塔管理員，亞瑟的導師，真實身分是一名亞特蘭提斯人[8][9]。
- 阿德琳妮·帕里奇飾演娜迪亞（Nadia）：賽蓮，劇中的反派。
- 丹妮雅拉·沃特斯（英语：Daniella Deutscher）飾演亞特蘭娜（Atlanna）：亞瑟的母親，在亞瑟年紀還小時就被抓走，使他的身世更加神秘。她稱呼亞瑟為「奧林」[4]

## 製作

### 策劃
《水行俠》的構想源於電視劇《超人前傳》第五季的集數《水世界》（Aqua）。該集講述亞瑟·庫瑞（阿倫·瑞奇森飾演）來到小鎮，企圖阻止路德公司使用水下武器。當時劇組從未企圖將《水世界》當作《水行俠》的試播集，不過在製作期間，劇組評估這個角色有發展出獨立電視劇的潛力，《水世界》播出後也成為該季中收視率最高的一集。《超人前傳》的主創阿爾弗雷德·高夫與麥爾斯·米勒也曾考慮拍一部以露易絲·藍恩為主角的電視劇，但對水行俠的電視劇比較有信心。米勒表示，「《水行俠》這個點子讓我們首度覺得能推出一個跨媒體製作系列，而且還可以拍個100集。」
2005年11月，《綜藝雜誌》報導了《水行俠》一劇已在籌備當中，《超人前傳》的班底格雷格·畢曼受聘執導《水行俠》的試播集。高夫表示：「該劇將成為截然不同的水行俠傳奇」。《超人前傳》的演員瑞奇森並不會主演《水行俠》，因為高夫與米勒並沒有將該劇當成《超人前傳》的分拆作品，不過高夫也提到過讓該劇與《超人前傳》進行跨界合作的點子。該劇的暂定名称為「慈悲礁」（Mercy Reef），對應到劇中的地點。

### 選角
高夫與米勒在面試過400多名來自英格蘭、澳大利亞、加拿大與美國的演員人選後，挑選威爾·圖爾（Will Toale）來飾演亞瑟。不過在拍攝開始前，賈斯汀·哈特雷取代了圖爾，原因劇稱是劇組想要不同的方向。葛拉漢·班茨（Graham Bentz）獲選在試播集中飾演年幼的亞瑟，而阿德琳妮·帕里奇則負責飾演名為娜迪亞的賽蓮。盧·戴蒙德·菲利普斯、丹尼絲·基尼奧內斯、瑞克·彼得斯、安柏·麥當勞與文·雷姆斯在劇中飾演常設角色。試播集中有四名演員曾出演過《超人前傳》：丹尼絲·基尼奧內斯出演第五季的《復仇》（Vengeance）、瑞克·彼得斯出演第一季的《擁抱》（Hug）、阿德琳妮·帕里奇出演第三季的《承諾》（Covenant）、肯尼·強森（在試播集中客串飾演警長）出演第五季的《凡人》（Mortal）。

### 拍攝與特效

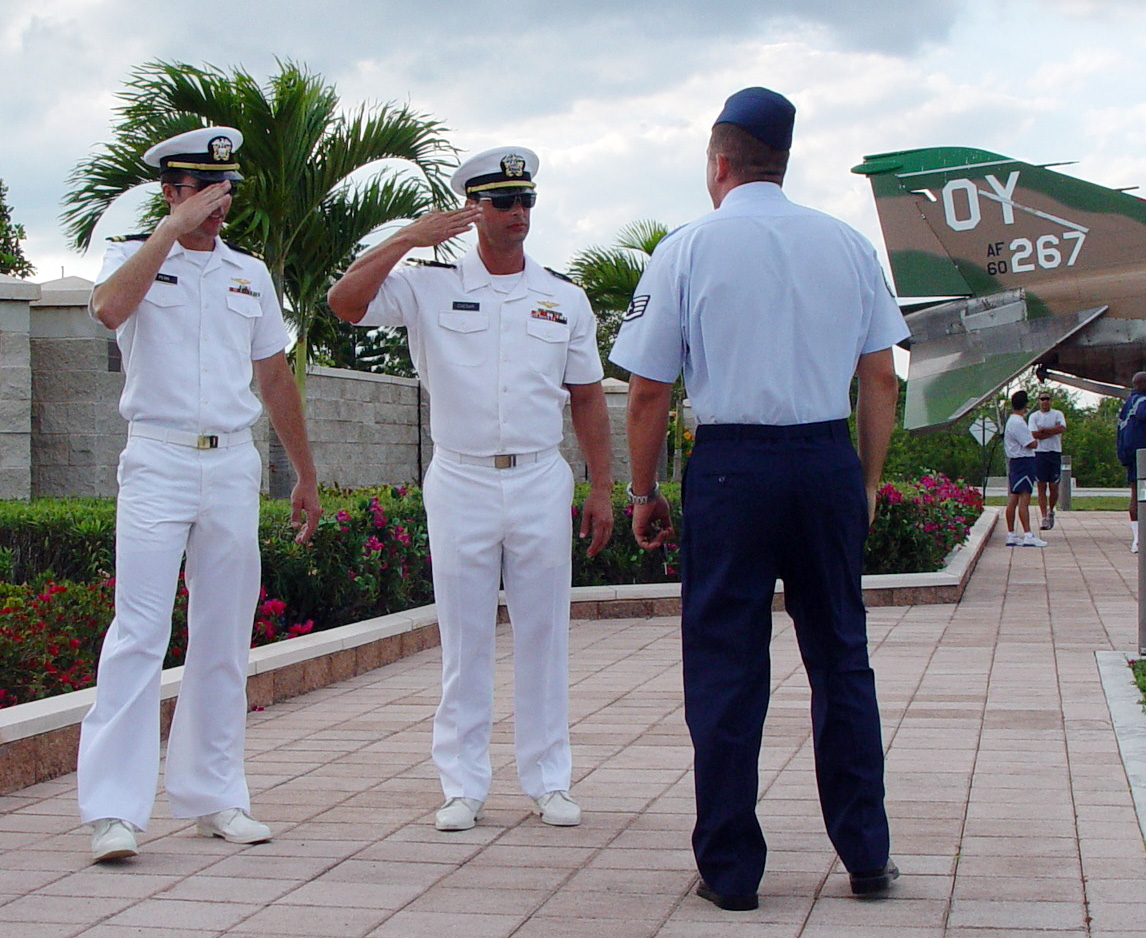
在拍片現場，里歐·卡斯特拉諾（Leo Castellano）中士教導兩名演員如何敬禮

試播集於2006年3月開拍，預算約為700萬美元。該集的取景地點以美國佛羅里達州的北邁阿密為主。若得到綠燈放行，該劇將在該年6月繼續攝製。劇組在椰林拍攝實景和外景。部分橋段在佛羅里達州霍姆斯特德的霍姆斯特德空軍聯合預備基地（Homestead Joint Air Reserve Base）取景。第482戰鬥機聯隊（The 482nd Fighter Wing Airmen）的飛行員在拍攝時擔任臨演，並用上了幾架戰鬥機。部分演員接受里歐·卡斯特拉諾中士的訓練，學習舉槍致敬。大部分的拍攝作業都在水下進行。主演哈特雷在沒有攜帶氣瓶的情況下下水拍戲。他沒有過潛水經驗，亦不是潛水員，不過他的泳技十分優秀。從第二季開始為《超人前傳》製作特效的公司Entity FX簽約製作試播集的特效。

### 亞瑟的超能力
哈特利表示，亞瑟會在全劇開頭就發現自己的超能力，並用來滿足自己的設定是合情合理的。哈特利認為，與其他典型超級英雄相比，亞瑟的個性讓他敢炫耀自己的能力。對於亞瑟擁有的能力，高夫指出，亞瑟的游泳速度比常人快、能在水中呼吸，且他在水裡時擁有強大的體能。高夫也補充說，亞瑟在陸地上接觸到水也會帶給他力量。亞瑟的游泳速度在試播集中展露無遺：他能追上一架飛在他上頭的噴射機。不過對於亞瑟能在水下呼吸的能力，試播集中並未明確描寫。亞瑟在和伊娃談他釋放海豚的事時說，他覺得海豚在呼喚他。此一劇情對應原著漫畫中水行俠的另一種能力：與海洋生物溝通。高夫表示，亞瑟在沒接觸到水的情況下會變弱的設定，就好比《超人前傳》中克拉克·肯特在氪石附近時會無力一樣。這個設定促使劇組探索他在陸地上的故事。

## 後續與反響
試播集原定於2006年秋季於CW電視網播出，但最後被取消。當時，據報導，WB電視台有兩部試播集正爭奪著在CW電視網播出的機會，其一就是勝算極大的《水行俠》試播集。然而，2006年5月18日，CW電視網公布秋季播出的電視劇名單，之中並沒有《水行俠》。雖然未能播出，高夫與米勒仍希望能以某種形式發布試播集，讓粉絲們能觀看。高夫表示：「大家說一部電視劇沒被選上時就表示試播集很糟，但並不是那樣子。《水行俠》的試播集算不上完美無瑕，不過CW電視網沒有選上它的原因出在別的地方，在我們看來簡直是個謎。」高夫提出過一個可能的發布方法：隨著《超人前傳》第六季播出。
2006年7月24日，試播集在iTunes Store上推出，標題為《水行俠》，要價1.99美元（僅限美國客戶購買）。一週之內，試播集成為下載次數最高的電視劇劇集，並蟬聯超過一週。試播集是首批華納兄弟放上iTunes Store販賣的電視劇之一，也是iTunes Store第一個從未在電視上播出的電視劇劇集。2007年3月12日，試播集在Xbox Live影片賣場發布。截止至同年3月24日，試播集在影片賣場的下載量排名上名列第六。6月9日，加拿大電視網YTV在節目「超級英雄星期六」（Superhero Saturday）上播出了試播集。11月11日，華納家庭娛樂與百思買合作推出試播集的DVD，與《超人前傳》的DVD套裝合賣。2009年2月23日，華納兄弟將試播集收錄在《正義聯盟：兩面夾擊》的藍光光碟中，作為特別收錄。
試播集獲得了不少好評。Comic Book Resources的阿倫·辛（Arune Singh）認為，試播集的品質足以媲美《超人前傳》。網站「電視成癮」（The TV Addict）上的一篇文章認為《水行俠》值得拍成一部完整的電視劇。網站的克雷格·拜恩（Craig Byrne）稱讚主演賈斯汀·哈特雷飾演亞瑟的演技、劇中的攝影技巧和水下橋段的特效，並評論道：「《水行俠》在遵從經典原著漫畫的同時也兼顧了現代觀眾。」網站黑暗地平線的加斯·富蘭克林（Garth Franklin）表示該劇「有潛力」。不過，IGN對試播集予以差評，並拿該集與「《沙贊！》等劣質邪典作品」相比。網站的尼爾·卡洛威（Neil Calloway）批評這部試播集「不會讓你去期待下一集」，並戲稱該集為「救命下課鈴：水下歲月」（Saved By The Bell: The Underwater Years）。

## 外部連結
- 粉絲創建的網站 （页面存档备份，存于）
- 互联网电影数据库（IMDb）上《水行俠》的资料（英文）